# Ансегізель
Ансегізель (фр. Ansegisel, Ansegise, Anchise; народився до 613, убитий між 648 і 669, ймовірно у 662 році в замку Шевремон) — один із представників роду Арнульфінгів. Син Арнульфа Мецського, засновника династії Каролінгів, єпископа Меца та Сен-Доде. Батько Піпіна Герістальського, мажордома Австразії, Нейстрії та Бургундії.

## Біографія

### Життя
Ансегізель відомий з грамот його сина Піпіна Молодшого, який просто називає його ім'я, не уточнюючи його ролі чи титулів. Написана у 727 році «Книга історії франків» містить згадку про нього. Також він згадується в кількох актах абатств Ставелота і Мальмеді датованих 648 роком серед підданних мажордома Ґрімоальда, разом зі своїм братом Клодульфом.
Наприкінці VIII століття Павло Диякон у своїй «Історії лангобардів» згадує про нього, але називає його Anchises і описує як великого володаря. Близько 805 року в «Annales Mettensespriores» він згадується як принцепс. Це відображення тенденції Каролінгів прославляти своїх предків і пов'язувати їх з троянцями (Анхіс був батьком Енея), таким чином отримуючи зв'язок, з імператорським Римом. Відсутність підтвердження цього у більш сучасних джерелах свідчить про те, що Ансегізель не був ані мажордомом, ані принцепсом, а ті тексти, які так стверджують, є результатом або бажанням переоцінити важливість предків Карла Великого, або плутанини з Адалґіселем, який справді був мажордомом в той період, про який йдеться.

### Шлюб і діти
Близько 643 або 644 року він одружився з Беггою, дочкою Піпіна Ланденського, мажордома Австразії, та Ітте Ідоберґе. У подружжя народилися діти:
- Піпін Герістальський (Піпін Молодший; бл. 645 † 714), мажордом Австразії, Нейстрії та Бургундії;
- гіпотетично Грімо, абат Корбі та архієпископ Руана з 690 по 748 рік, згідно гіпотези Ж. Лапорта[9]. Ця гіпотеза ґрунтується на тому, що єпископи, які змінювали один одного в одній єпархії в період Високого Середньовіччя, часто були родичами. Гріфо передував Ансберт, ймовірно, родич Доде, а його другим наступником був Святий Гуг, онук Піпіна Молодшого. Це робить Грімо родичем Арнульфінгів. Поєднання імені Грімо з ім'ям Грімоальда дозволяє вважати його також родичем Пепінідів. Хронологічно він може бути лише сином Ансегізеля та Бегги. Але з його висновками не завжди погоджуються, а Ж. Лапорт, схоже, переплутав Гріфо (або Гріфо, архієпископ з 695 по 713 рік) з Грімо, архієпископом з 744 по 748 рік[10];
- гіпотетично Дода, дружина короля Теодоріха III, на думку Моріса Шоме[11]. Ця гіпотеза ґрунтується на наявності меровингських імен у родині Кариберта Лаонського і вважає Бертраду Прюмську дочкою Тьєррі ІІІ і Доди. Далі Шоме зазначає, що Піпін III Короткий і його дружина Бертрада, дочка Кариберта, спільно володіли двома володіннями в Роммерсгаймі і Рейнбаху, і кожен отримав свою половину від батька, що передбачає близького спільного предка. У пізній хроніці Адемар Шабанського, написаній у 11 столітті, король Клотер IV, ймовірний син Тьєррі III і Доди, згадується як двоюрідний брат Карла Мартела. Нарешті, ім'я Дода пов'язане з ім'ям святої Доди, дружини святого Арнульфа і матері Ансегізеля[12].

Ще двоє дітей вважалися народженими в сім'ї Ансегізеля і Бегги, але від цих гіпотез з тих пір відмовилися:
- Мартин († 690), герцог, який воював проти Еброїна у 690 році разом з Піпіном Молодшим[13]. Ця гіпотеза ґрунтується на текстах «Hagiolum Viennense», датованих 1040 роком, де згадується Піпін, Ансегізель та Мартін («Піпін, син Ансегізеля, і Мартін, його брат»). Однак зараз це вважається неправильною інтерпретацією уривку з «Liber Historiae Francorum», що не дає змоги уточнити стосунки між Піпіном і Мартіном, і навіть те, чи існували вони взагалі[14];
- Свята Ландрада, засновниця абатства Мюнстербільцен, чия пізня біографія вказує, що вона походила від Пепіна і Арнульфа († 690). Хронологічно вважалось, що вона могла бути єдиною дочкою Ансегізеля і Бегги[14].

### Вбивство
У «Vita Beggae», написаному в XI столітті, розповідається, що Ансегізель був убитий у Шевремоні (поблизу Льєжа) австразійським дворянином на ім'я Годін або Гундоен, якого він раніше виховував як свого сина. Дата цієї події не вказана, але це пізніше 648 року (акт з абатств Ставелот і Мальмеді згадує його як живого) і раніше 691 року (коли Бегга, вдівицею, пішла до Анденну), 680 року (Піпін Молодший вже був одним з головних австразійських володарів) або 669 року (якщо вбивцю ототожнюють з Гундоеном, який потім став герцогом в Австразії). Цей Гундоен міг бути пов'язаний з Отто, мажордомом Австразії, попередником і ворогом Грімоальда. Крістіан Сеттіпані вважає це вбивство помстою сім'ї Оттонів у відповідь на вбивство Оттона в 643 році, помстою, яка стала можливою після смерті Хільдеберта III у 662 році.
Овдовівши, Бегга заснувала монастир в Анденні у 691 році і через два роки померла. Можливо, що Ансегізель був похований саме у цьому монастирі.